# Aviosuperficie ed elisuperficie di Giannutri
L'aviosuperficie di Giannutri, conosciuta anche come aeroporto di Giannutri o aeroporto “Barbetti”, era un'aviosuperficie privata situata sull'Isola di Giannutri nell'arcipelago toscano.

## Storia
L'aviosuperficie di Giannutri nasce nel 1964 dalla concessione rilasciata dal Ministero della pubblica istruzione ed ottenuta dall'imprenditore sig. Vittorio Battaglia classe 1908 da Jesi, per poter costruire e gestire un piccolo scalo aereo privato sull'Isola di Giannutri ed iniziò a preparare ed allestire l'area situata in località S. Francesco, al fine di poter servire i proprietari delle villette ed i fruitori dei residence dell'epoca presenti sull'isola.
Alla fine degli anni ottanta, con il fallimento della società del sig. Battaglia, la mancanza di manutenzioni e degli adeguamenti di sicurezza, l'aviosuperfice inizio il suo declino: nel 1992 con l'ordinanza n. 1/92 del Ministero dei Trasporti – Direzione Generale dell’Aviazione Civile - Direzione Circoscrizione Aeroportuale di Pisa, veniva vietato l’approdo di aeromobili ed elicotteri civili sull'aviosuperfice di Giannutri, ad eccezione di quelli impiegati in eventuali operazioni di emergenza o di soccorso, fino al 2000, quando è stata chiusa definitivamente a qualsiasi attività aeroportuale, con decreto dell'Ente Parco Nazionale Arcipelago Toscano.

## Strutture e dati tecnici
La pista dell'aviosuperficie era in terra battuta, lunga 500 metri circa con orientamento 18/36, attualmente in stato d'abbandono.
Per il parcheggio degli aeromobili era presente un piazzale situato tra il fianco della pista e la strada carraia d'accesso al centro abitato dell'isola, ed era facilmente raggiungibile al momento dell'atterraggio.
L'aviosuperficie era sprovvista di strutture montate o di hangar, fatta eccezione della manica a vento fissata su palo di ferro al lato della pista, ben visibile dagli aeromobili in volo, sull'area di manovra e sul piazzale parcheggio aeromobili.

## Incidenti
- Il 9 giugno del 1992 precipitò un piccolo elicottero in un tratto boscoso vicino a Punta San Francesco, un Robinson 22 Mariner della Nas srl di Roma, partito dall'Aeroporto di Roma-Urbe che stava raggiungendo l'aviosuperficie dell'isola. I due occupanti rimasero feriti.[2]
- Il 20 maggio del 2000, un Cessna 172 da turismo decollato alle 16,30 da Marina di Campo e diretto verso Roma-Urbe, è precipitato in acqua dalla soprastante pista dell’aeroporto di Giannutri, non essendo riuscito a frenare in tempo la sua corsa durante un tentativo di atterraggio di emergenza a seguito di un’avaria. I quattro passeggeri si salvarono uscendo miracolosamente dal velivolo prima del suo inabissamento. Attualmente il relitto si trova adagiato sul fondale di Cala dello Scoglio a 34 metri di profondità in un’area marina protetta.[3]

## Elisuperficie "Isola di Giannutri"
Unica struttura aeroportuale attualmente operativa per le sole emergenze dell'isola è l'elisuperficie Isola di Giannutri, costruita dopo la chiusura dell'aviosuperfice di punta S. Francesco ed è situata nei pressi del campetto sportivo, al centro dell'isola, in località Oliveto sulla strada che collega l'abitato dello Spalmatoio con cala Maestra e località Ischiaiola.

### Caratteristiche
L'elisuperficie, che ha la pavimentazione in calcestruzzo di colore verde, ha un'ampiezza di circa 30 metri quadri di dimensione.
È dotata dell'illuminazione per gli atterraggi notturni e una manica a vento fissata su palo di ferro al lato della pista.

## Galleria d'immagini

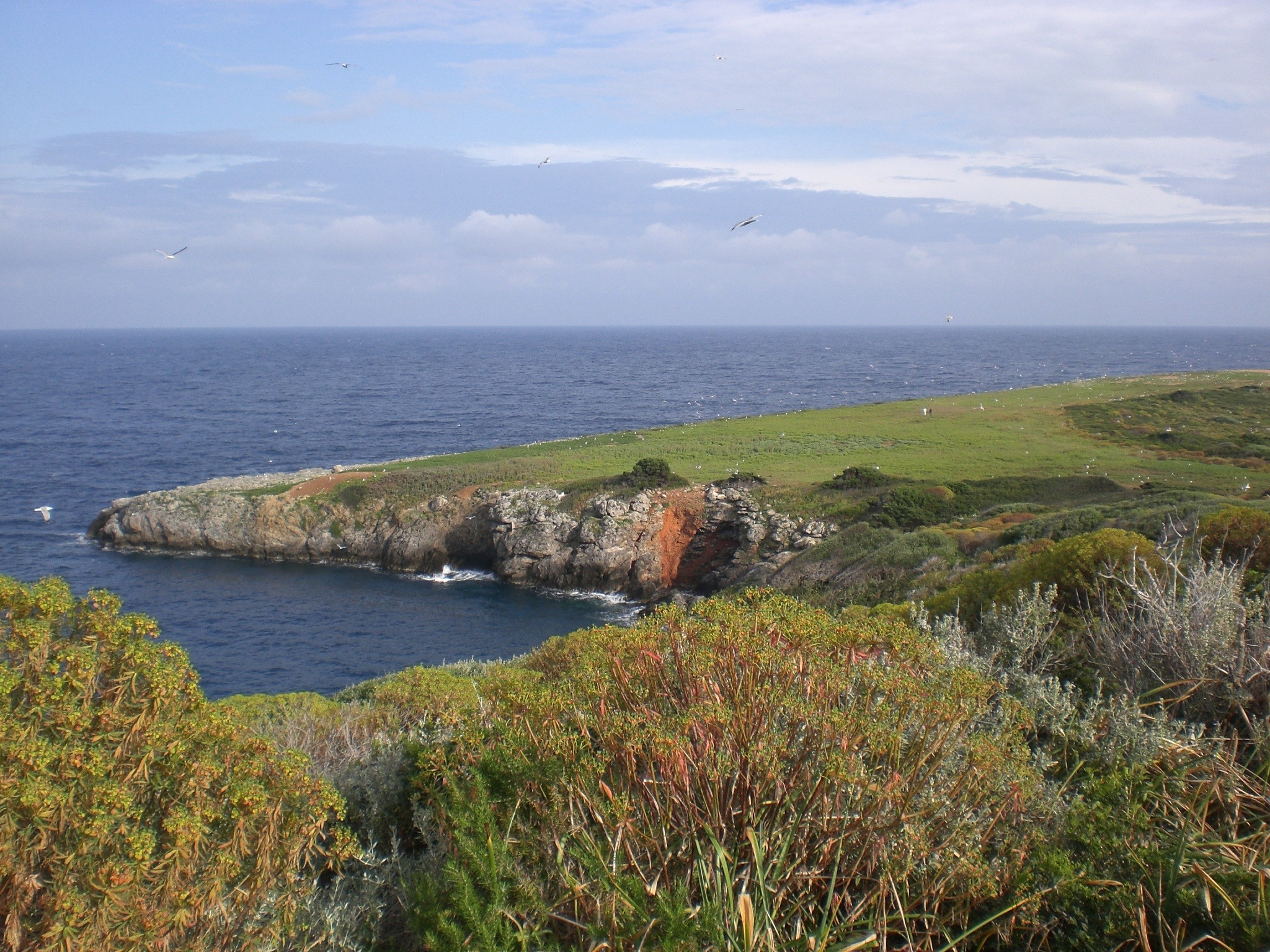
Cala dello Scoglio, sullo sfondo la pista dell'aviosuperficie verso punta S. Francesco, in disuso ai giorni d'oggi.
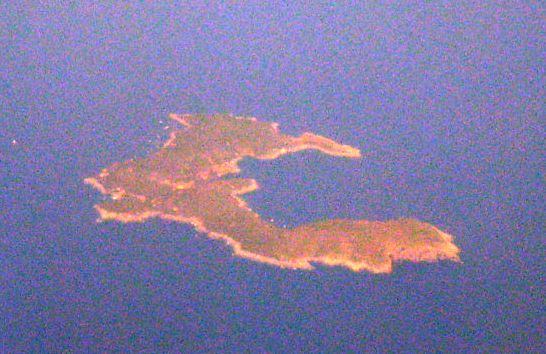
Ripresa aerea di Giannutri
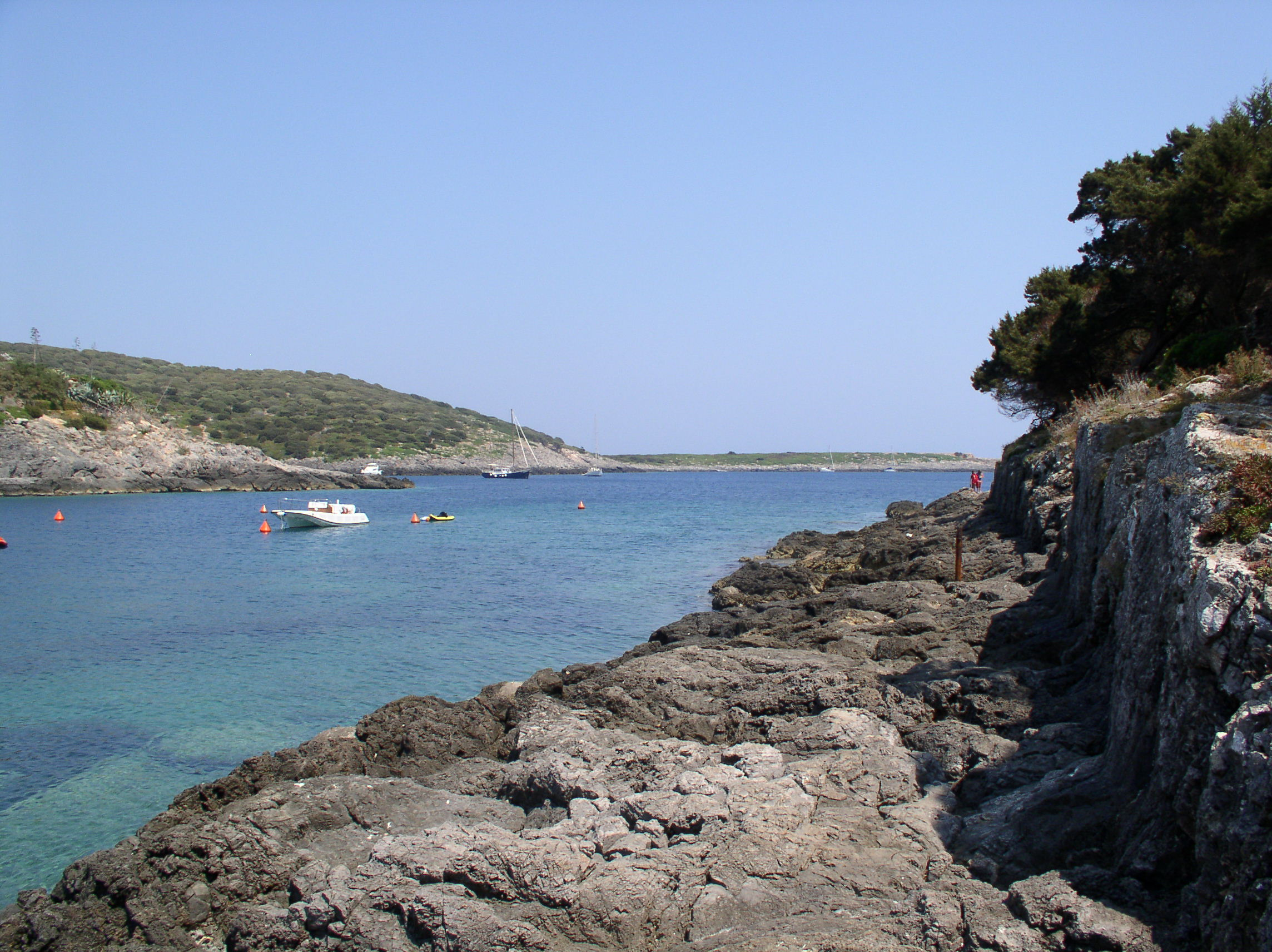
Punta S. Francesco (sullo sfondo) vista da Cala Spalmatoio

### Libri
- Lino Cascioli, Marcello Tilli, La poesia del mare Giannutri, Roma, Il Parnaso.
- Donatella Tesi Mosca, Terra emersa, Amadeus, 1994.

### Altre pubblicazioni
- Mario Bussoni, Isola d'Elba e arcipelago Toscano: escursioni, sport, divertimenti, enogastronomia, arte e cultura, Touring Club Italiano, 2004.
- L'Espresso, Volume 22, Editrice L'Espresso, 1976
- Panorama, Edizioni 963-967, 1984